# Sihlea
Sihlea é uma comuna romena localizada no distrito de Vrancea, na região de Moldávia. A comuna possui uma área de 88.24 km² e sua população era de 5364 habitantes segundo o censo de 2007.